# Francesco Cuzzetti
Francesco Cuzzetti (Breno, 22 aprile 1812 – Brescia, 9 agosto 1867) è stato un avvocato e politico italiano, deputato alla Camera per la Val Camonica dal 1860 fino alla morte.

## Biografia
Nacque dall'agente di commercio Paolo Cuzzetti e da Leila Magnoli. Intraprese gli studi classici nel ginnasio di Brescia, poi si recò a Padova e a Pavia per studiare diritto alle locali Università. A Pavia prese contatti con la Giovine Italia della quale divenne emissario per la Val Camonica. Nel 1835 si laureò in Giurisprudenza e si recò a Sondrio in qualità di ascoltatore del locale tribunale. In seguito entrò nello studio dell'avvocato Taboni di Breno.
Avvocato presso la Pretura di Iseo, nel 1848 collaborò a disarmare il presidio locale filoasburgico e aiutò a diffondere i proclami rivoluzionari nella Val Camonica, pagando a sue spese un contingente di giovani che in seguito si recò a difendere Milano durante le Cinque giornate. L'anno dopo si iscrisse all'albo del tribunale di Brescia ed aprì uno studio in quella città. Nel 1855 fu censurato per aver criticato un giudice. Due anni dopo si oppose alla partecipazione del comune di Brescia ai festeggiamenti in onore dell'Imperatore Francesco Giuseppe.
Durante la Seconda guerra d'indipendenza fece parte del Comitato cittadino di Pubblica Sicurezza e diresse la polizia per conto del governo provvisorio che si era insediato a Brescia all'arrivo delle truppe franco-piemontesi. L'anno prima aveva collaborato alla stesura del memoriale "La riaggregazione della Valcamonica alla provincia bresciana" in cui si proponeva di modificare i confini amministrativi delle province del Lombardo-Veneto di Bergamo e di Brescia in modo che la Valle Camonica andasse alla seconda. Lavorò a favore di quella proposta durante la fase della riorganizzazione della Lombardia nell'apparato istituzionale del regno di Sardegna e riuscì nel suo intento quando il Decreto Rattazzi stabilì che la nuova provincia di Brescia avrebbe compreso la Valle.
Assieme a Giuseppe Zanardelli, che aveva fatto pratica nel suo studio, a Bonaventura Gerardi, a Francesco Glisenti e a Berardo Maggi costituì il Circolo Nazionale: un'associazione, definita nello statuto una "palestra di studi politici", vicina alla Sinistra di Rattazzi che presentò una lista di nomi per le elezioni amministrative di gennaio e per le politiche di marzo del 1860.
Nella prima occasione venne eletto sia nel consiglio comunale cittadino, dove rimase pochi mesi, che in quello provinciale. In provincia fu rappresentante del secondo mandamento di Brescia e rimase consigliere fino alla sua morte, fungendo da presidente del consesso tra il 1863 e il 1867. Fu anche membro della deputazione dal 23 febbraio al 10 settembre 1860.
Alle politiche, Cuzzetti venne candidato nel collegio elettorale di Breno e divenne deputato dopo aver ottenuto 293 voti contro i 66 raccolti dallo sfidante Fe d'Ostiani. Per lo stesso collegio si presentò anche alle elezioni del 1861 e a quelle del 1865, sconfiggendo rispettivamente il liberal moderato Giovan Battista Giustiniani (297 a 4 al primo turno, 247 a 4 al ballottaggio) e il cattolico Giuseppe Porcelli (386 voti contro 135 al primo turno). Alle politiche del 1867 non ebbe avversari e vinse con 286 voti.
Alla Camera si dedicò ad argomenti che avrebbero interessato lo sviluppo economico della Valle Camonica. Presentò interventi sulla manutenzione della strada nazionale del Tonale e della Darfo - Iseo e sulla tutela degli interessi dei proprietari di boschi. Nel 1866, difese l'autonomia del tribunale di Breno e del suo Circondario. In campo nazionale si distinse per essersi astenuto al momento del voto sull'annessione di Nizza e della Savoia e per aver chiesto che i beni ecclesiastici incamerati dallo Stato andassero alle province per dare una maggiore autonomia finanziaria a questi ultimi enti. Nel 1865, appoggiò la proposta dell'opposizione di Sinistra di abolire la pena di morte dal codice penale. Nel suo ultimo intervento alla Camera, del 3 luglio 1867, chiese l'abolizione della tassa speciale che gravava sui boschi lombardi. Ammalatosi di colera, morì a Brescia il 9 agosto 1867.
Il figlio Paolo sarebbe diventato prosindaco di Brescia tra il 1912 e il 1914.